# Marijan Vlak
Marijan Vlak (Petrinja, 23 ottobre 1955) è un allenatore di calcio ed ex calciatore croato.

## Carriera

### Giocatore
Esordì nella squadra locale del Mladost Petrinja, successivamente militò nella Dinamo Zagabria per 15 stagioni, dal 1973 al 1988 vincendo un campionato jugoslavo e una Coppa di Jugoslavia. Concluse la carriera agonistica nella Segesta.

### Allenatore
Fu più volte l'allenatore della Dinamo Zagabria con la quale vinse un campionato croato e una Coppa di Croazia. 
Allenò il Slaven Belupo e diverse squadre ungheresi tra cui il Ferencváros e il Fehérvár. 
Nell'agosto 2011 prese le redini di un'altra squadra ungherese, il Vasas, in sostituzione dell'esonerato András Komjáti.

## Palmarès

### Giocatore

#### Competizioni nazionali
- Campionato jugoslavo: 1

Dinamo Zagabria: 1981-1982
- Coppa di Jugoslavia: 1

Dinamo Zagabria: 1982-1983

### Allenatore

#### Competizioni nazionali
- Campionato croato: 1

Dinamo Zagabria: 1999-2000
- Coppa di Croazia: 1

Dinamo Zagabria: 2001-2002